# HMS Prince of Wales (53)
HMS Prince of Wales (53) là một thiết giáp hạm thuộc lớp King George V của Hải quân Hoàng gia Anh Quốc từng hoạt động vào giai đoạn mở màn của Chiến tranh Thế giới thứ hai. Prince of Wales chỉ có một quãng đời phục vụ ngắn ngủi nhưng tích cực, đã đối đầu với thiết giáp hạm Đức Bismarck, và đưa Thủ tướng Churchill tham dự Hội nghị Newfoundland trước khi được bố trí sang Viễn Đông; tuy nhiên, việc nó cùng với tàu chiến-tuần dương Repulse bị đánh chìm bởi máy bay ném bom Nhật Bản đặt căn cứ từ đất liền trong Biển Đông vào ngày 10 tháng 12 năm 1941 là một sự kiện quan trọng đánh dấu chấm hết cho vai trò của thiết giáp hạm như một lớp tàu thống trị trong hải chiến.

## Thiết kế và chế tạo

### Việc đặt tên
Bộ Hải quân đã đặt hàng việc chế tạo hai chiếc thiết giáp hạm thuộc lớp King George V vào ngày 29 tháng 7 năm 1936 và một trong hai chiếc đó là HMS King George V. Họ đã yêu cầu con tàu còn lại, được chế tạo bởi hãng đóng tàu Cammell Laird and Company, Ltd. tại Birkenhead, được đặt tên là HMS King Edward VIII để tôn vinh triều đại mới của Vua Edward VIII. Tuy nhiên, có thể do cảm nhận về diễn biến tương lai cho những vấn đề triều đại của mình do mối quan hệ với Wallis Simpson, nhà Vua đã lựa chọn cái tên Prince of Wales (Thân vương xứ Wales) thay thế, vốn là tước vị cũ của ông. Vì vậy chiếc Prince of Wales mới trở thành tàu chiến thứ bảy của Hải quân Hoàng gia mang cái tên này.

### Chế tạo
Vào lúc Chiến tranh Thế giới thứ hai bùng nổ, Prince of Wales đang được trang bị hoàn tất tại Birkenhead. Con tàu bị hư hại vào tháng 8 năm 1940 do sự kiện cuộc tấn công chớp nhoáng Merseyside. Nó chịu đựng một quả bom ném suýt trúng phát nổ cạnh mạn trái con tàu, làm hư hại nặng lớp vỏ ngoài lườn tàu tại khu vực này. Bộ Hải quân xác định sẽ cần đến Prince of Wales trong trường hợp các thiết giáp hạm mới của Đức Bismarck hoặc Tirpitz được đưa ra hoạt động, nên công việc chế tạo nó được đẩy nhanh bằng cách hoãn lại nhiều thử nghiệm, rút ngắn thời gian chạy thử máy của hãng đóng tàu, và hoãn lại các công việc hiệu chỉnh sau chạy thử máy. Nó được đưa ra hoạt động vào ngày 19 tháng 1 năm 1941 dưới quyền chỉ huy của Thuyền trưởng, Đại tá Hải quân John Leach, nhưng chỉ thực sự "hoàn tất" vào ngày 31 tháng 3.

## Lịch sử hoạt động

### Đối đầu vớiBismarck
Không lâu sau khi đi vào hoạt động, Prince of Wales gia nhập cùng tàu chiến-tuần dương HMS Hood trong việc đánh chặn và tấn công Bismarck cùng chiếc tàu tuần dương hạng nặng Prinz Eugen tháp tùng thực hiện một chiến dịch cướp tàu buôn tại Đại Tây Dương. Prince of Wales lên đường với khoảng 100 công nhân dân sự trên tàu tiếp tục thực hiện các công việc trang bị. Vào ngày 24 tháng 5, nó cùng với Hood đã chạm trán với các tàu chiến Đức trong Trận chiến eo biển Đan Mạch. Sau khi Hood bị đánh chìm, với một thủy thủ đoàn chưa có kinh nghiệm và bị bắn trúng bảy quả đạn pháo hạng nặng, cộng thêm với việc công suất của dàn pháo chính bị giảm sút mạnh do hư hại hay hỏng hóc, Prince of Wales rút lui khỏi trận đánh dưới sự che chở của một làn khói. Trong trận chiến ngắn ngủi, nó đã bắn trúng Bismarck ba phát; một quả đạn đánh trúng và làm hỏng máy phóng máy bay, quả thứ hai phá hủy một phòng phát điện, và quả thứ ba trúng ống dẫn nhiên liệu khiến các thùng chứa nhiên liệu trước mũi trở nên vô dụng. Điều này đã buộc Bismarck phải tách khỏi Prinz Eugen hướng đến Pháp để sửa chữa. Prince of Wales gia nhập cùng các tàu tuần dương hạng nặng HMS Suffolk và Norfolk, vốn đã theo dõi nhóm của Bismarck trước trận chiến eo biển Đan Mạch. Một cuộc đấu pháo ngắn với Bismarck nổ ra lúc 1 giờ 31 phút ngày 25 tháng 5. Mười hai giờ sau, Prince Of Wales từ bỏ cuộc săn đuổi do thiếu nhiên liệu, và quay trở về ụ tàu tiến hành sửa chữa các hư hại trong chiến đấu, vốn kéo dài mất sáu tuần.

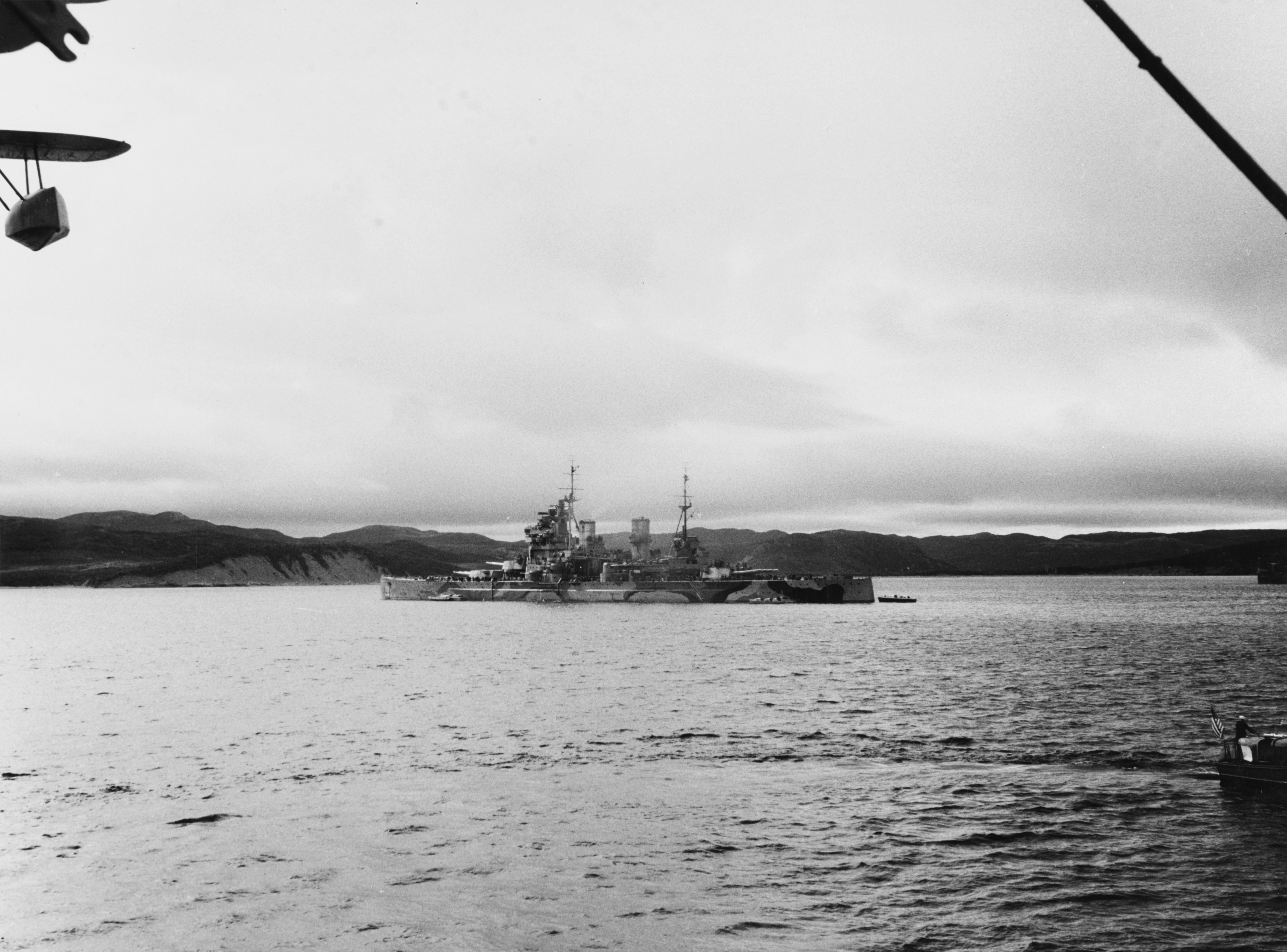
HMS Prince of Wales tại Argentia, Newfoundland tham gia Hội nghị bàn luận Hiến chương Đại Tây Dương

### Hiến chương Đại Tây Dương
Vào tháng 8, Prince of Wales đưa Thủ tướng Winston Churchill vượt Đại Tây Dương đến gần Căn cứ Hải quân Argentia thuộc Newfoundland, nơi ông có cuộc họp bí mật với Tổng thống Franklin D. Roosevelt trong nhiều ngày tại một nơi buông neo được bảo vệ, bắt đầu vào ngày 10 tháng 8 năm 1941. Kết quả của cuộc họp này là sự ra đời của Hiến chương Đại Tây Dương vào ngày 12 tháng 8 năm 1941. Sau chuyến đi này, nó được điều đến Địa Trung Hải trong vai trò hộ tống các đoàn tàu vận tải trong Chiến dịch Halberd, nơi nó được ghi nhận đã bắn rơi nhiều máy bay Italy.

### Bị đánh chìm tại Biển Đông
Ngày 25 tháng 10 năm 1941, Prince of Wales được cho tách ra gửi đến Singapore trong thành phần của Lực lượng Z, cùng với tàu chiến-tuần dương HMS Repulse và các tàu khu trục HMS Electra và Express. Sau đó nó trở thành soái hạm của Hạm đội Viễn Đông Anh Quốc dưới quyền chỉ huy của Phó Đô đốc Sir Tom Phillips. Nó đi đến Singapore vào đầu tháng 12. Chiếc tàu sân bay mới HMS Indomitable cũng được dự tính để gia nhập Lực lượng Z, nhưng nó đã bị mắc cạn tại Jamaica trong khi chạy thử máy và đang được sửa chữa.
Những con tàu này được gửi đến Singapore để "dọa nạt" Nhật Bản và răn đe họ ý định tấn công Mã Lai và Đông Ấn thuộc Hà Lan. Tuy nhiên, người Nhật không dễ bị ngăn cản, vẫn tiến hành cuộc tấn công đổ bộ vào ngày 8 tháng 12 cùng ngày họ tấn công Trân Châu Cảng phía bên kia Đường đổi ngày quốc tế. Đô đốc Phillips quyết định cố gắng đánh chặn hạm đội đổ bộ, nên Prince of Wales và Repulse lên đường cùng với bốn tàu khu trục HMS Electra, Express, Tenedos và HMAS Vampire để tìm kiếm lực lượng Nhật. Tuy nhiên họ đã không thành công, và bị tàu ngầm Nhật I-65 phát hiện trên đường quay trở về Singapore. Máy bay và tàu ngầm Nhật đã dõi theo hạm đội Anh, và vào ngày 10 tháng 12 năm 1941, không được bất kỳ sự che chở nào trên không, cả Prince of Wales và Repulse đều bị tấn công và đánh chìm bởi 86 máy bay ném bom và máy bay ném ngư lôi thuộc Không đoàn Hải quân 22 của Hải quân Đế quốc Nhật Bản đặt căn cứ tại Sài Gòn. 

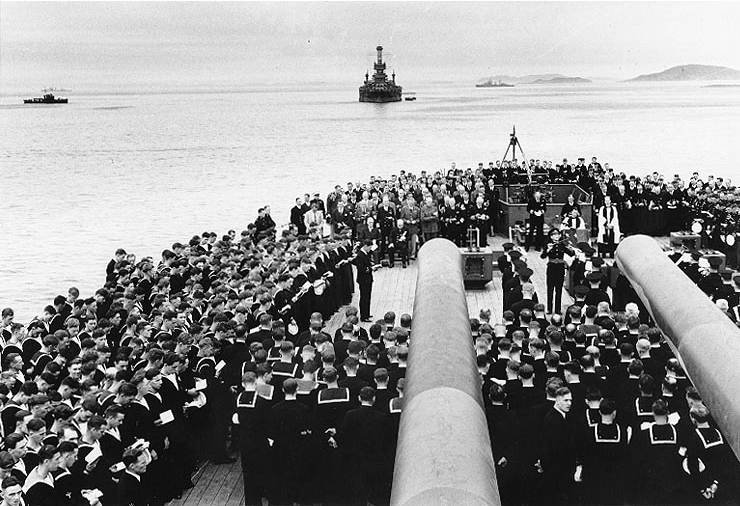
Nghi lễ tôn giáo trên sàn phía sau của HMS Prince of Wales, trong giai đoạn diễn ra hội nghị Newfoundland.

Là một thiết giáp hạm hiện đại, Prince of Wales được kỳ vọng sẽ thể hiện tốt hơn so với Repulse, một cựu binh của thời Chiến tranh Thế giới thứ nhất. Ở một số góc độ điều này đã không trở thành hiện thực. Ngay trước khi xuất phát, dàn radar dò tìm mặt biển của Prince of Wales đã không hoạt động, lấy đi khỏi Lực lượng Z một trong những thiết bị cảnh báo sớm có khả năng nhất. Rất sớm vào đầu trận đánh, Prince of Wales bị bất động khi một quả ngư lôi đã may mắn đánh trúng vào đúng nơi một trục chân vịt gắn vào lườn tàu, làm ngập nước lan rộng và khiến cho bánh lái không thể điều khiển cũng như mất nguồn điện cung cấp cho dàn pháo hạng hai 133 mm (5,25 inch) đa dụng. Có lẽ nghiêm trọng hơn là việc là việc các máy phát điện không hoạt động làm vô hiệu nhiều máy bơm của chiếc Prince of Wales. Việc mất điện còn khiến nhiều phần của con tàu hoàn toàn bị tối đen tăng thêm phần khó khăn cho các đội kiểm soát hư hỏng của Prince of Wales trong nỗ lực làm ngập đối xứng để cân bằng con tàu. Tổng cộng, nó đã trúng bốn ngư lôi và một quả bom trong trận chiến cuối cùng. Hàng trăm người đã thiệt mạng khi con tàu bị chìm, và Đô đốc Phillips cùng Thuyền trưởng John Leach nằm trong số những người tử trận khi họ có thể đã chọn chết theo con tàu hay đã quyết định rời tàu quá trễ. Tuy nhiên, lườn tàu chắc chắn và sự phân ngăn bên dưới mực nước tốt hơn của Prince of Wales cho phép nó duy trì sự nổi lâu hơn so với đồng đội Repulse đã lớn tuổi, giúp cho một phần lớn thủy thủ đoàn được cứu sống; tương phản rõ rệt với Repulse phải chịu đựng tổn thất nhân mạng nặng nề khi nó bị chìm nhanh chóng.

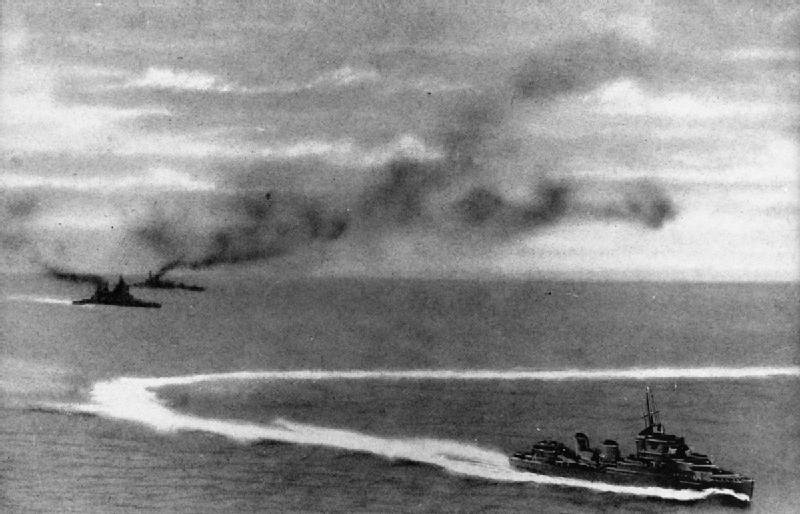
Thiết giáp hạm Prince of Wales (bên trái, phía trước) và tàu chiến-tuần dương Repulse (bên trái, phía sau) đang bị máy bay Nhật Bản tấn công vào ngày 10 tháng 12 năm 1941. Một tàu khu trục (có thể do họa sĩ thêm thắt vào) đang ở tiền cảnh bên phải.

Chúng là những tàu chiến chủ lực đầu tiên bị đánh chìm thuần túy chỉ bởi sức mạnh không lực ngoài biển khơi (cho dù bởi máy bay đặt căn cứ trên đất liền thay vì từ tàu sân bay), là sự báo hiệu vai trò mờ nhạt dần của những lớp tàu này trong những hoạt động hải chiến sau này. Tuy nhiên, người ta thường chỉ ra yếu tố góp phần vào việc đánh chìm Prince of Wales là hệ thống radar của nó không hoạt động và hư hại nghiêm trọng quá sớm mà nó hứng chịu ngay từ quả ngư lôi đầu tiên. Báo cáo của Giám đốc Chế tạo Hải quân Anh Quốc còn cho rằng dàn pháo phòng không của con tàu "đã phải gây thiệt hại nặng nề cho đối phương trước khi những quả ngư lôi đầu tiên được phóng ra, nếu như không thể ngăn chặn thành công cuộc tấn công, nếu như thủy thủ đoàn được huấn luyện hoạt động thích hợp hơn".
Xác tàu đắm của Prince of Wales ở tư thế gần như lật úp tại độ sâu 68 m (223 ft), ở tọa độ
3°33′36″B 104°28′42″Đ / 3,56°B 104,47833°Đ. Phao nổi được đính vào các trục chân vịt, và các lá cờ của Hải quân Hoàng gia được đính vào những dây cáp và được các thợ lặn thường xuyên thay đổi. Hải quân Hoàng gia hiện đang xem xác tàu đắm là di sản của Đế chế theo nội dung của Đạo luật Bảo vệ Di sản Quân sự 1986, ngay trước khi kỷ niệm 60 năm ngày nó bị đánh chìm. Chiếc chuông của Prince of Wales đã được tháo khỏi xác tàu đắm vào năm 2002 bởi các thợ lặn kỹ thuật Gavin Haywood và George McClure được sự ủy nhiệm và đồng ý bởi Bộ Quốc phòng và Hội những người sống sót Lực lượng Z, do những mối lo ngại nó sẽ bị những tay săn cổ vật đánh cắp. Chiếc chuông được phục hồi và hiện đang được trưng bày tại Bảo tàng Hàng hải Merseyside ở Liverpool sau khi được trao tặng bởi Thứ trưởng thứ nhất Hải quân và Trưởng phòng Tác chiến Hải quân, Đô đốc Sir Alan West.